# Sorbus parva
Sorbus parva är en rosväxtart som beskrevs av Mcall.. Sorbus parva ingår i släktet oxlar, och familjen rosväxter. Inga underarter finns listade i Catalogue of Life.